# 奥利霍夫卡区
奥利霍夫卡区（俄语：Ольховский район）是俄罗斯联邦伏尔加格勒州下辖的一个区，其行政中心为奥利霍夫卡。据2016年统计，该区的人口为17834人。